# Baikunthpur
Baikunthpur és una vila i un nagar panchayat al districte de Rewa en l'estat de Madhya Pradesh, Índia.

## Història
Fou un estat tributari protegit de l'Índia del tipus jagir de l'estat de Rewa, format per una tikhana governada per un thakur baghela. Fou fundada per Nadbhanu (Horildeo) tercer fill del raja Veer Singh Deo de Rewa, que va rebre l'estat de Beerha com a patrimoni (1550) i després va rebre el títol de mansabdar de l'emperador mongol Humayun i el nom honorífic de Horilshah. Més tard la capital es va establir a Baikunthpur.

## Llista de thakurs
- Nadbhanu (Horildeo) meitat del segle XVI
- Ramdeo
- Imam Deo
- Vakhind Deo
- Jagat Deo vers 1643
- Girdhari Singh (enderrocat per la família)
- Mandata Singh ?-1668
- Man Singh (germà de Girdhari Singh), thakur de Tendum per cessio del raja de Rewa, va succeir a *Bikunthpur.
- Puranmal
- Akhand Singh
- Mahas Singh
- Bhupati Singh
- Himmat Singh
- Chitrangad Singh
- Aman Singh, mort a la batalla d'Aswarn el 1783
- Gajrup Singh
- Ishwarjit Singh vers 1843
- Harchand Rai
- Harpal Singh
- Bhagirath Singh
- Vanshpati Singh
- Bhagwat Singh
- Padmanabh Singh
- Narayan Prasad Singh
- Vishnu Prasad Singh ?-1937
- Narmada Prasad Singh 1921-1960
- Ram Pratap Singh 1943-1962
- Krishna Pratap Singh 1925-1988
- Kunwar Pratap Singh 1935-1993
- Jai Singh 1946-2005